# Puccinia agropyricola
Puccinia agropyricola ist eine Ständerpilzart aus der Ordnung der Rostpilze (Pucciniales). Der Pilz ist ein Endoparasit der Wiesenraute Thalictrum thunbergii sowie von Brachypodium sylvaticum und Agropyron-Süßgräsern. Symptome des Befalls durch die Art sind Rostflecken und Pusteln auf den Blattoberflächen der Wirtspflanzen. Sie kommt in Ostasien vor.

## Merkmale

### Makroskopische Merkmale
Puccinia agropyricola ist mit bloßem Auge nur anhand der auf der Oberfläche des Wirtes hervortretenden Sporenlager zu erkennen. Sie wachsen in Nestern, die als gelbliche bis braune Flecken und Pusteln auf den Blattoberflächen erscheinen.

### Mikroskopische Merkmale
Das Myzel von Puccinia agropyricola wächst wie bei allen Puccinia-Arten interzellulär und bildet Saugfäden, die in das Speichergewebe des Wirtes wachsen. Die Aecien der Art wurden bislang nicht näher beschrieben. Die orangen Uredien der Art wachsen zumeist oberseitig auf den Blättern der Wirtspflanze. Ihre farblosen bis gelben Uredosporen sind für gewöhnlich breitellipsoid, 20–25 × 17–20 µm groß und fein stachelwarzig. Die auf beiden oder den unteren Blattseiten wachsenden Telien der Art sind schwarzbraun und lange bedeckt. Die haselnussbraunen Teliosporen des Pilzes sind zwei- bis dreizellig und unregelmäßig septiert, in der Regel länglich und 30–46 × 16–22 µm groß. Ihre Stiele sind braun und bis zu 10 µm lang.

## Verbreitung
Das bekannte Verbreitungsgebiet von Puccinia agropyricola umfasst Japan, Korea und die Mandschurei.

## Ökologie
Die Wirtspflanzen von Puccinia agropyricola sind für den Haplonten die Wiesenraute Thalictrum thunbergii sowie Brachypodium sylvaticum und Agropyron-Arten für den Dikaryonten. Der Pilz ernährt sich von den im Speichergewebe der Pflanzen vorhandenen Nährstoffen, seine Sporenlager brechen später durch die Blattoberfläche und setzen Sporen frei. Die Art verfügt über einen Entwicklungszyklus mit Telien, Uredien, Spermogonien und Aecien und macht einen Wirtswechsel durch.